# BRDM-2
Cet article possède un paronyme, voir BRDM.
Le BRDM-2 (Бронированная разведывательно-дозорная машина (БРДМ)) est un véhicule de reconnaissance construit de 1963 à 1989 utilisé par l'Union soviétique puis par la Russie et par de nombreux pays dont ceux du défunt pacte de Varsovie. Il est directement issu de son prédécesseur, le BRDM-1. Il sert par ailleurs de châssis à des systèmes d'armes antichars et antiaériens.

## Développement
Le BRDM-1 ne donne pas satisfaction à l'armée soviétique pour plusieurs raisons. La première, c'est la vulnérabilité créée par le moteur placé à l'avant du véhicule. La deuxième, c'est qu'il ne possède pas de tourelle ce qui oblige l'équipage à sortir sous le feu pour mettre en œuvre l'armement de bord. La troisième, c'est la visibilité à partir de l'intérieur de l'engin, très limitée, ce qui pose un problème pour un véhicule essentiellement consacré à la reconnaissance. Ces inconvénients incitent donc les autorités militaires soviétiques à la conception d'un nouveau matériel, le BRDM-2, qui comprend un moteur à l'arrière, une tourelle du type de celle du BTR-60PB et des capacités de visée et de vision multipliées, modernisées et diversifiées. A ces modifications sont ajoutées une motorisation plus puissante qui permet de faire baisser la consommation de carburant et la mise en place d'un système de filtrage de l'air pour la protection NRBC.
Le BRDM-2 entre en service dans l'armée soviétique en 1962. Il est vu pour la première fois en public en 1966. Il remplace le BRDM-1 dans l'armée soviétique et celles des pays du Pacte de Varsovie. La production commence en 1962 et se poursuit jusqu'en 1989 avec un total de 7200 véhicules produits.
Le BRDM-2 est devenu célèbre pour avoir été le véhicule choisi pour être le corbillard de Léonid Brejnev sur la Place Rouge au moment de sa mort.

## Description

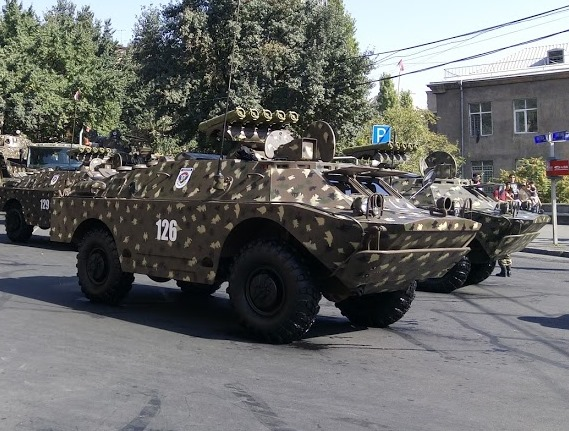
Un 9P148 Konkurs arménien.

De l'extérieur, le BRDM-2 diffère du BRDM-1 par sa large coque en forme de boite. Il garde la carrosserie en forme de bateau. Toutefois, le compartiment de l'équipage est beaucoup plus à l'avant et le nouveau moteur à essence GAZ-41 a été placé à l'arrière ce qui le protège mieux des coups adverses. Le compartiment moteur et le compartiment de l'équipage sont séparés par une cloison blindée.
Le BRDM-2 a un équipage de 4 membres, un pilote, un chef d'engin, un tireur et un aide-tireur. Le conducteur et le chef d'engin sont installés à l'avant du véhicule, le pilote à gauche et le chef d'engin à droite. Tous les deux disposent d'un pare-brise blindé qui leur permet d'observer directement le champ de bataille. Au combat, chaque pare-brise peut être protégé par un volet blindé. En position ouverte, ces volets peuvent servir de pare-soleil et protègent le pare-brise des éléments. Un matériel de vision plus complet leur permet de mieux voir le terrain environnant :
- Le chef d'engin dispose de six périscopes TNP-A (5 à l'avant, un sur le côté), un appareil de vision diurne TPKU-2B et un appareil de vision nocturne TKN1.
- Le conducteur dispose de quatre périscopes TNP-A tous disposés vers l'avant. L'un d'entre eux peut être remplacé par un dispositif de vision nocturne TWN-2B.

Au combat, le tireur est debout dans la tourelle et en position de route, assis dans la coque.
L'équipage entre et sort du véhicule par deux trappes situées au-dessus des places du pilote et du chef d'engin. De part et d'autre de la coque, à côté de la place de l'équipage, il y a une tape de tir. Directement derrière cette tape, sortent trois périscopes TNP-A qui donnent à l'équipage un angle de vision vers l'avant et vers l'arrière du véhicule.
Le moteur GAZ-41 de 8 cylindres en V et de 140 ch est plus volumineux et plus puissant que celui du BRDM-1 qui n'avait qu'un GAZ-40PB de six cylindres et de 90 chevaux. Il dispose de deux paires de roues auxiliaires entraînées par des chaînes et abaissées par le conducteur pour le franchissement des tranchées et en terrain difficile, tout comme son prédécesseur. Il est équipé d'un système centralisé de contrôle de la pression des pneus, qui peut être utilisé simultanément pour les quatre pneus ou séparément pour chacun d'entre eux, pour adapter l'adhérence du train de roulement en fonction de la difficulté du terrain. Trois claires-voies d'aération sont prévues dans la partie avant du blindage supérieur du compartiment moteur et deux plus petites vers l'arrière. 
Comme son prédécesseur, le BRDM-2 est amphibie. Il est propulsé dans l'eau grâce à un hydrojet circulaire unique, qui comprend une hélice à quatre pales disposée à l'arrière du véhicule et qui est recouverte en configuration terrestre par un volet triangulaire blindé qui pivote sur son axe supérieur en configuration amphibie. L'hydrojet permet une vitesse de navigation de 10 km/h pendant une durée de 17 à 19 heures. Un brise lame qui est stocké sous le "bec"  est déployé lorsque l'engin entre dans l'eau pour améliorer sa stabilité et son déplacement et pour éviter que l'eau ne submerge l'étrave. En position "route", il sert de blindage additionnel.
Le BRDM-2 dispose d'un projecteur infrarouge situé au-dessus du périscope du chef d'engin et de quatre phares de conduite infrarouge. Il bénéficie d'une protection NRBC fondée sur un appareil de surpression. Il est équipé d'un poste radio R-123 doté d'une antenne fouet sur le côté droit de la carrosserie, à la droite de la trappe du chef d'engin. Il possède un treuil avec 30 mètres de câble et une capacité de traction de 4 tonnes qui est utilisé, entre autres, pour l'auto-dépannage en terrain difficile. Un pneu de rechange peut être monté sur le dessus de la tourelle. Cette pratique était commune chez les Polonais.
L'armement est identique à celui du transport de troupes à roues BTR-60PB :
une petite tourelle conique BPU-1 sans trappe d'accès au-dessus, développée spécifiquement à l'origine et qui a été ensuite montée sur le BTR-60PB, le SKOT-2A polonais et l'OT-64A tchécoslovaque. Elle est installée sur la coque dans une position centrale au-dessus des roues auxiliaires. Elle comprend deux mitrailleuses :
- une mitrailleuse lourde KPVT de 14,5 mm comme armement principal ;
- une mitrailleuse coaxiale standard PKT de 7,62 mm comme armement secondaire.

La tourelle permet une élévation de l'armement en site de -5° à +30°.
Le blindage en acier soudé protège l'engin contre les tirs d'armes d'infanterie et les petits éclats d'obus, mais il ne le protège pas contre les gros éclats d'artillerie ou les munitions de mitrailleuses de 12,7mm qui peuvent pénétrer le blindage dont l'épaisseur maximum est de 14mm. Les pneus de la série BRDM-2 ne sont pas protégés par un blindage et sont particulièrement vulnérables aux tirs et aux crevaisons en tout genre.

### Défauts
Le BRDM-2 possède les défauts suivants :
- Une ergonomie très sommaire
- Une protection de l'équipage très limitée
- Une consommation de carburant élevée
- Des issues d'évacuation exposées aux tirs extérieurs : parce que les seules issues de sorties sont les deux trappes de toit à l'avant du véhicule, il est quasiment impossible de l'évacuer au combat sans être dans la ligne de feu des adversaires ou de ses propres troupes.

Un certain nombre de ses variantes cherchent à les surmonter.
Le BRDM-2 est souvent confondu avec les D-442 FUG (en) et le D-944 PSzH hongrois qui ont tous les deux le moteur à l'arrière. Ce qui les distingue est l'orifice de l'hydrojet qui est double pour ces derniers alors que, sur le BRDM-2, il est simple et triangulaire.

## Évolution et variantes

### Évolution
Il y a trois lots de production différents qui se distinguent par la claire-voie d'aération sur le capot du moteur. Les derniers engins produits ont des manches d'aération en forme de champignon. Ils sont équipés de deux périscopes supplémentaires sur la tourelle et disposent de l'appareil de navigation standard TNA-2. La tourelle est légèrement modifiée pour permettre à l'armement d'atteindre un angle d'élévation de 60°.

### Variantes soviétiques

#### BRDM-2 de reconnaissance
- BRDM-2 – engin de reconnaissance de base, il est aussi connu sous les noms de BTR-40PB, BTR-40P-2 and GAZ 41-08.
  - BRDM-2 sans la mitrailleuse KPVT de 14,5mm

- BRDM-2RKh (Машина химической разведки) – véhicule de reconnaissance nucléaire et chimique équipé de deux boites distributrices de fanions KZO-2 placées à l'arrière du véhicule, destinée à délimiter les zones contaminées. Les distributeurs sont normalement couverts d'une bâche et pivotent verticalement à l'arrière du véhicule pour être mis en œuvre. L'équipement spécialisé consiste en un détecteur automatique de gaz toxiques GSA-12, un dosimètre DP-5V, un radiamètre DP-3B, un appareil de décontamination DK-4K et deux dispositifs semi-automatiques de détection PPKhR et VPKhR. Par ailleurs, le véhicule dispose de son armement d'origine. Il est utilisé par la section de lutte NRBC du régiment et par la compagnie de défense NRBC de la division comme par le bataillon de reconnaissance de la division. Il est aussi connu sous les désignations de BRDM-2RKhA, BTR-40P-2RKh and BTR-40PB-RKh.
  - BRDM-2RKhb –  modèle amélioré qui peut être utilisé pour la reconnaissance biologique, il comprend un dosimètre DP-̈5B et un détecteur d'aérosol biologique ASP. Le BRDM-2RKhb n'a pas de trappe de tir et ne dispose que d'une seule boite distributrice de fanions KZO-2. Il est armé d'une mitrailleuse double PKT de calibre 7, 62 mm à la place de la mitrailleuse lourde KPVT de 14,5 mm et sa mitrailleuse coaxiale PKT de 7,62 mm.
- BRDM-2UM (mashina upravleniya) –  Véhicule de commandement sans tourelle, il possède un générateur 1KVa, deux postes radio R-123  et 1 R-107 ou 1 R-105M, 1 R-108M et 1 R-130M. De chaque côté de la partie supérieure de véhicule se trouvent une grosse embase d'antenne. Contrairement à ce qu'on a pu croire en Occident, ce modèle n'était pas destiné à l'export.

#### BRDM-2 lance-missiles antichars
- 9P122 "Malyutka" (9П122 «Малютка»)– Véhicule lance-missiles antichars avec 6 lanceurs 9M14M "Malyutka-M" (AT-3B Sagger B) sur un support surélevable avec une plaque blindée de couverture. Un total de 14 missiles est transporté à bord. Ce modèle est attribué aux unités antichars régimentaires ou divisionnaires de la division de fusiliers motorisée (DFM), les unités antichars des armées interarmes et  dans le régiment ou la brigade antichar de la division d'artillerie du front. Il a deux membres d'équipage. Il dispose d'un système de visée 9S114.
- 9P124 (9П124)– Véhicule lance-missiles antichars avec 4 missiles radio-guidés 9M17M "Skorpion-M" (AT-2B Swatter B) montés sur un support surélevable avec une plaque blindée de couverture. Dans le compartiment se trouvent 4 missiles supplémentaires . Il utilise le système de guidage MCLOS (Manual command to line of sight - Système de commande manuel sur ligne de visée). Il a un équipage de 2 membres. Il est aussi connu sous le nom de BRDM-3.
- 9P133 "Malyutka" (9П133«Малютка»)– Version améliorée du 9P122, il dispose d'un système de visée 9S446 plus important à la place du système 9S414 d'origine. Le 9P133 peut lancer le 9M14P "Malyutka-P" (AT-3C Sagger C) (9П133П «Малютка-П»)aux performances améliorées et le missile 9M14P1 dont il peut emporter 16 à 18 unités. Il utilise le système de guidage SACLOS (Semi-automatic command to line of sight - Système de commande semi-automatique sur ligne de visée). Le véhicule a un pare-brise supplémentaire sur l'avant entre le pare-brise du conducteur et le support du viseur.
- 9P137 "Flejta" (9П137 «Флейта») – Version améliorée du 9P133 qui met en œuvre le système 9K8 "Flejta" et qui permet de lancer les missiles antichars améliorés 9M19P avec le système de guidage SACLOS à la place du MCLOS. Le lanceur à 5 postes de tir au lieu de 4.
- 9P148 "Konkurs" (9П148 «Конкурс» ) – Véhicule lanceur de missiles antichars, doté de 5 missiles filoguidés 9M113 "Konkurs" (AT-5 Spandrel). Le lanceur AT-5 peut aussi lancer le missile 9M111 « Fagot » (AT-4 Spigot). Les premières production du 9P148 ne peuvent lancer que le 9M113 "Konkurs". L'équipage recharge le lanceur par une petite trappe située juste derrière lui. Le tireur contrôle les missiles grâce à un viseur monté sur l'avant droit du véhicule. Le 9P148 peut transporter un total de 10 9M111 plus 10 M113 pour un total de 14 missiles. À partir de 1996, certains 9P148 russes sont équipés d'un système de visée thermique amélioré 1PN66 diurne ou nocturne. En Occident il est désigné de manière erronée comme le BRDM-3.

#### BRDM-2 lance missiles antiaériens
- 9P31 – Véhicule lance-missiles antiaériens doté du missile surface-air 9M31 attaché au système d'armes de lutte antiaérienne à basse altitude 9K31 Strela-1 (Code OTAN: SA-9 "Gaskin"). Le support lance-missiles avec un affût de quatre containers de lancement remplace la tourelle BPU-1 sur le toit du véhicule. Il peut s'orienter sur 360° mais son angle d'élévation est limité. Il est mis en position basse lors des transitions. Le châssis n'a pas de roues auxiliaires. Il peut porter 8 missiles. L'équipage se compose de trois membres: le chef de pièce, le pilote et le tireur.
  - 9P31 avec des containers de rechargement stockés de part et d'autre de la coque.
  - 9P31 équipé du système de détection radar passif 9S12 (FLAT BOX A) et trois senseurs montés autour du véhicule de lancement (Un à côté du lanceur, un au centre de la plaque de couverture du moteur, un entre les pare-brises) qui donne une couverture de 360°. Ce système n'émet aucune trace radar mais peut détecter les ondes radio provenant des aéronefs, qui prévient le véhicule de leur arrivée et qui l'aide à acquérir la cible avec un système optique. Un usage courant est d'envoyer deux missiles simultanément pour augmenter les chances d'interception.

#### Autres versions du BRDM-2

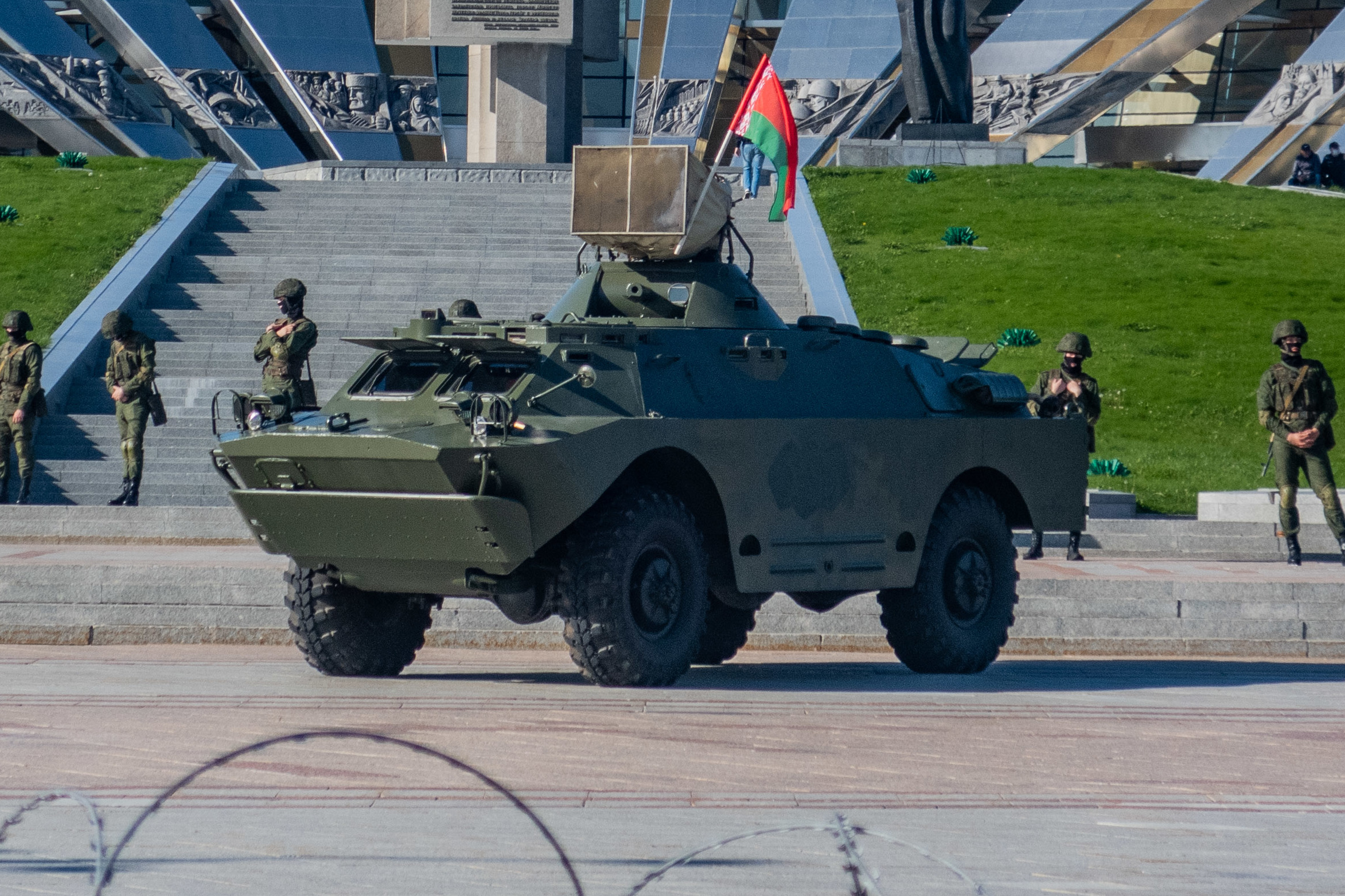
ZS-82. Minsk, Biélorussie

- ZS-82 (zvukoveshchatel'naya stantsiya) – Véhicule destiné aux actions psychologiques avec une grande boite haut-parleur sur le sommet de la tourelle non-armée.
- TM-1 – BRDM-2 converti en véhicule de secours et de lutte contre le feu. Il possède un système d'alerte au sommet de la tourelle non-armée.
- ATM-1 "Ingul" – Véhicule d'urgence civile de transport d'urgence, sans tourelle.

### Variantes étrangères

#### Afghanistan
BRDM-2 - Véhicule d'appui-feu avec un fuseau aérien de roquettes de calibre 57 mm monté à l'envers sur le toit de la tourelle et improvisé par Alexandre Metla en 1987.

#### Azerbaïdjan
- ZKDM - Variante locale du BRDM-2, il comprend notamment :
  - Les petites vitres à l'avant du véhicule sont supprimées et l'avant de la caisse est renforcé par un blindage supplémentaire.
  - Le sommet de la caisse est équipé de deux trappes de toit immédiatement derrière le chef d'engin et le pilote.
  - Une porte est installée de chaque côté de la caisse, grâce à la suppression des roues auxiliaires.
  - L'hydrojet à l'arrière est supprimé
  - Le moteur d'origine est remplacé par un moteur diesel MMZ D-245.30E2 de 4 cylindres qui développe 150 cv et qui permet d'augmenter la vitesse maximum sur route du véhicule à 100 km/h.
  - Le châssis est transformé avec une structure en V pour augmenter la survivabilité du véhicule et de l'équipage en déviant le souffle des mines terrestres ou des engins explosifs improvisés (Improvized Explosive Device - IED)
  - Le blindage est renforcé pour offrir une protection de niveau B-32 contre les munitions antichars, incendiaires, blindées avec un noyau durci.
  - La tourelle d'origine est changée pour une nouvelle armée d'un double affut double de calibre 23 mm GSh-23, une mitrailleuse PKT de 7,62 mm, d'un lance-grenades AGS-17 de 30 mm, 4 lance-roquettes de 57 ou 80 mm, deux lance-pots fumigènes montés de part et d'autre. Elle est équipée d'une commande à distance contrôlée par le tireur et bénéficie d'un système de conduite de tir. Les armes ont un angle d'élévation de +15°, une dépression de -30° et la tourelle peut pivoter sur 360°.
  - L'équipement standard comprend un système de visée jour/nuit BPK-2-42, un système de vision par télévision d'une portée de 1000 m maximum et un système de navigation GPS de type GLONASS.

Sa masse en charge est de 7,3 tonnes avec un équipage de 3 hommes.

#### Biélorussie
- Alesiya – BRDM 2 modifié, pour une utilisation civile comme camion blindé amphibie.

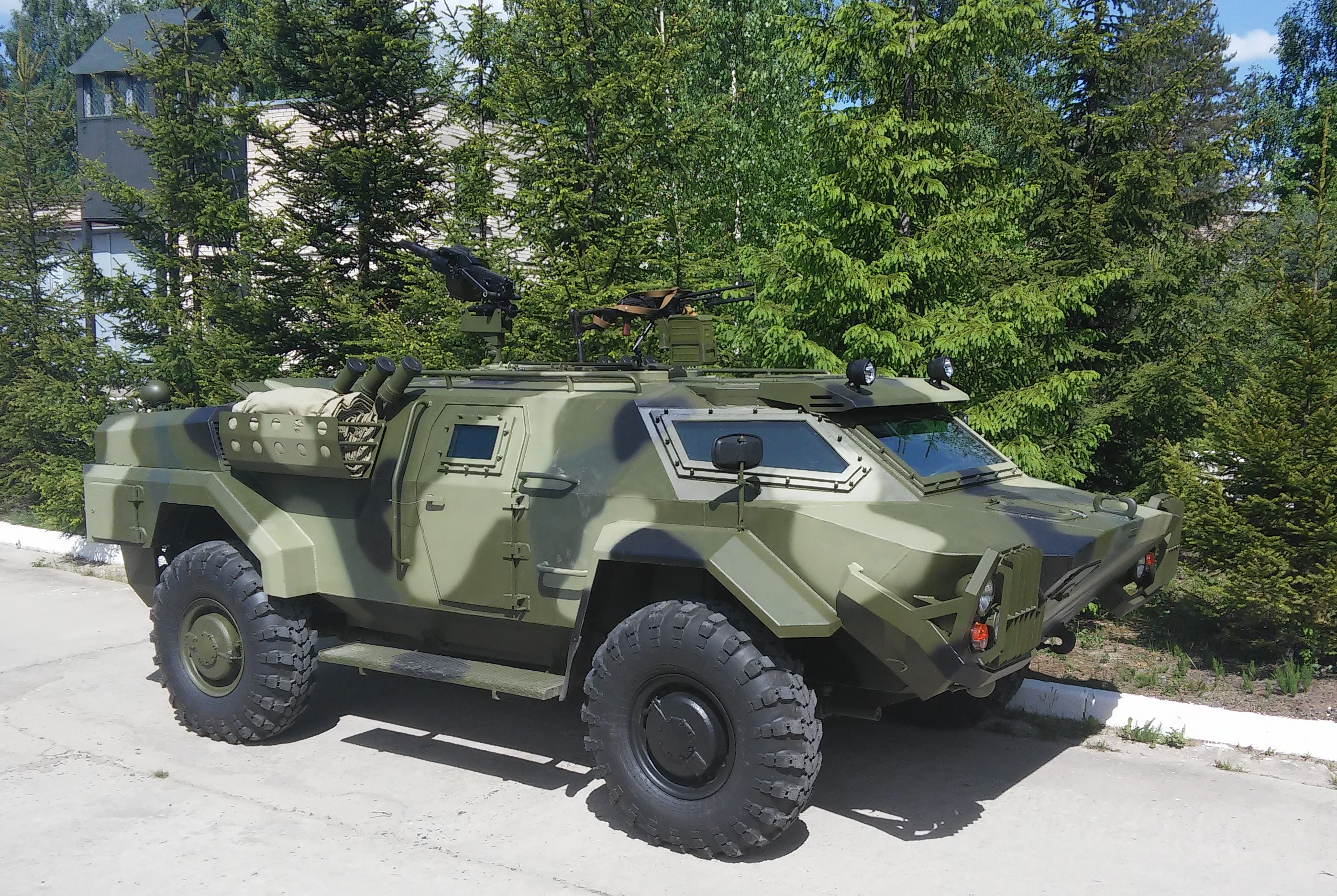
Variante Biélorusse Caiman

- Variante Biélorusse CaimanBRDM-2MB1 – BRDM-2 optimisé avec un moteur diesel D245.30E2 de 155 cv pour une autonomie de 900 km. La conversion est assurée par le 140e établissement de réparation de Borisov.
- Caiman – BRDM-2 optimisé sans tourelle. Il est entré en service en 2017. Il a été exporté en Côte d'Ivoire. Le véhicule est mû par un moteur diesel D-245.30E2 qui permet une vitesse maximum sur route de 110 km/h, une vitesse de progression de 8 km/h sur l'eau et une autonomie sur route de près de 1 000 km. Il est armé d'un fusil-mitrailleur Kalashnikov PKT de calibre 7,62 mm, d'une mitrailleuse lourde de 12,7 mm NSVT Utyos ou d'un lance grenade automatique AGS-17 de calibre 30 mm, d'un dispositif contrôlé à distance et doté d'une mitrailleuse lourde Utyos, ou une sélection de dispositifs de communication. La Biélorussie annonce que le véhicule a été développé ab initio. Sa masse de combat est de 8,5 tonnes[3].

#### Bosnie-Herzégovine
- Chasseurs de chars basés sur le BRDM-2 et converti en véhicule blindé transport de troupes.

#### Cuba

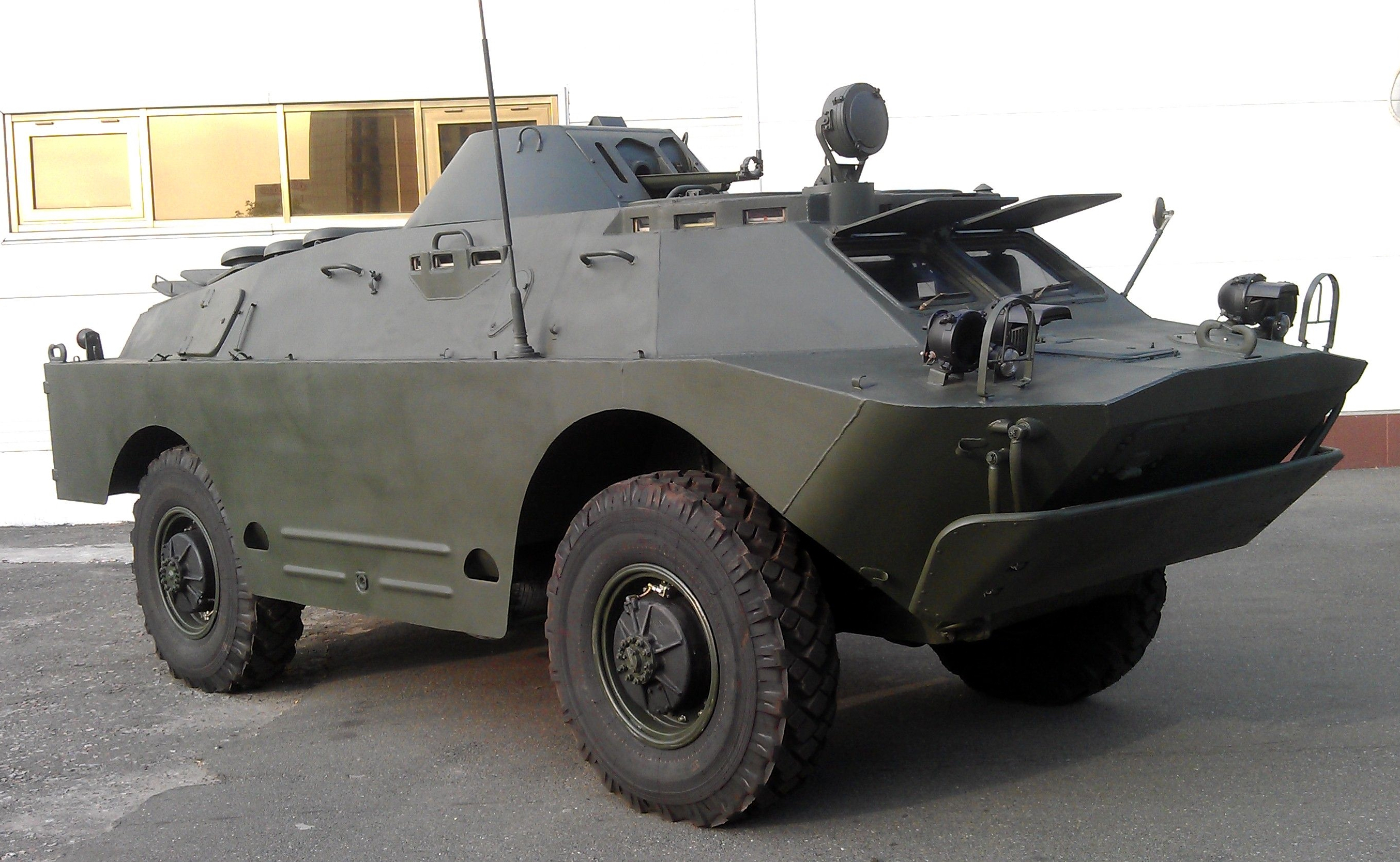
BRDM-2 de l'armée ukrainienne avec un moteur Isuzu.

- BRDM-2 de l'armée ukrainienne avec un moteur Isuzu.BRDM-2 convertis en véhicule transport de mortier et développé sur place. La tourelle a été enlevée et un mortier M-38/43 de calibre 120 mm a été monté dans le compartiment de combat modifié. Trois grands containers avec des munitions et de l'équipement ont été placés derrière les ouvertures du toit. Les forces spéciales cubaines "Guêpes Noires" utilisent le BRDM-2 d'origine et beaucoup d'entre eux ont été vus avec un MRAP (Mine Resistant Ambush Protected - Véhicule résistant aux mines et protégé des embuscades) fabriqué localement lors d'un défilé militaire en 2011.

#### République Tchèque
- LOT-B or BRDM-2/99 (lehký kolový obrněný transportér) –  Modèle valorisé avec un moteur Renault diesel DCI 4C turbocompressé de 162 cv (121 kW), avec des trappes latérales, blindage à lamelles sur les fentes de vision, un nouveau système de protection NBC, un GPS, des pots d'échappement protégés, six lances-pots fumigènes, tourelle repensée avec des renforts carrés sur les côtés. nouveau système de vision diurne / nocturne et un mitrailleuse lourde de calibre 12,7mm NSVT. Le véhicule n'a pas de roue auxiliaire. Il a une petite antenne radio sur le côté gauche de la caisse, à côté de la trappe du conducteur. Il est aussi connu sous le nom de BRDM-2NG.
  - LOT-VR (velitelská verze) – Version de commandement du LOT-B avec un générateur et du matériel supplémentaire de transmissions.

### Utilisateurs
Plus de 40 pays utilisent le BRDM-2, qui a participé entre autres à des conflits en Angola, en Côte d'Ivoire, Égypte, Irak, Syrie, au Viêt Nam et au Mali.
- Algérie : 26 en 2025.
- Angola : 600 en 2025.
- Bénin : 14 en 2025.
- Biélorussie : Utilisé comme véhicule NRBC.
- Birmanie : 33 BRDM-2MS en 2025.
- Burundi : 30 en 2025.
- Cambodge : 20 en 2025.
- Cap-Vert : 10 en 2025.
- Côte d'Ivoire : 21 en 2025.
- Cuba : Nombre inconnu en 2025.
- Djibouti : 2 en 2025.
- Égypte : 300 en 2025.
- Érythrée : 40 en 2025.
- Éthiopie : 50 en 2025.
- Guinée : 25 en 2025.
- Guinée-Bissau : 10 en 2025.
- Guinée équatoriale : 6 en 2025.
- Indonésie : 21 en 2025.
- Irak : 18 en 2025.
- Kazakhstan : 40 en 2025.
- Kirghizistan : 40 en 2025.
- Laos : Nombre inconnu en 2025.
- Lesotho : 2 en 2025 mais pas en état de marche.
- Libye : Nombre inconnu en 2025.
- Madagascar : 35 en 2025.
- Mali : 5 en 20253
- Mongolie : 120 en 2025.
- Mozambique : 30 en 2025.
- Namibie : 12 en 2025.
- Nicaragua : 20 en 2025.
- Niger : 30 donnés par l'Égypte en juillet 2023[5].
- Ouzbékistan : 13 en 2025.
- Pérou : 30 en 2025.
- Pologne : 348 en 2025.
- République centrafricaine : 10 donnés par la Russie en octobre 2020, 20 annoncés au total[6]. Un seul annoncé en état de marche sur les précédentes livraisons.
- République du Congo : 25 en 2025.
- République tchèque : Utilisé comme véhicule NRBC.
- Russie : ~ 2 000 en 2011[7] Autour de 2 080 en 2013[8]. Nombre inconnu en 2025.
- Sénégal : 20 en 2025.
- Serbie : 76 en 2025.
- Seychelles : 6 en 2025 mais pas en état de marche.
- Slovaquie : Nombre inconnu en 2025.
- Soudan : Nombre inconnu en 2025.
- Syrie : Nombre inconnu en 2025.
- Tadjikistan : 30 en 2025.
- Tanzanie : 10 en 2025.
- Tchad : 100 en 2025.
- Turkménistan : 220 en 2025 dont 25 véhicule anti chars.
- Ukraine : Une version remotorisée avec un moteur japonais Isuzu est en service en 2015. 120 en 2025.
- Vietnam : ~ 100 en 2025.
- Yémen : Nombre inconnu en 2025.
- Zambie : 35 en 2025.

## Sources
- (ru) Technique militaire moderne (traduit de l'anglais)